# Max Heldt
Max Wilhelm August Heldt foi um político alemão que serviu como Ministro-Presidente da Saxónia de 1924 a 1929.

## Biografia
Heldt nasceu a 4 de novembro de 1872 em Potsdam, Prússia, Império Alemão (actual Brandenburg, Alemanha). Ele serviu como Ministro-Presidente da Saxónia de 4 de janeiro de 1924 a 26 de junho de 1929. Heldt faleceu a 27 de dezembro de 1933 aos 61 anos em Dresden, Saxónia, Alemanha, e foi sepultado no Heidefriedhof, em Dresden.